# 牧野安
牧野 安（まきの やす、寛文9年（1669年） - 元禄2年9月3日（1689年10月15日））は、下総国関宿藩の嫡子・牧野成時の正室。異母弟に牧野貞通。

## 生涯
関宿藩主・牧野成貞の次女として生まれる。母は大戸阿久里。成貞には男子が生まれなかったため、安の婿に黒田用綱四男の成時を迎えた。
しかし、5代将軍・徳川綱吉が牧野邸を訪れた際に、安に惚れ込み手を出したとされ、夫の成時はその際に切腹したと言われている。
牧野家では安だけでなく、母の阿久里も綱吉のお手付きとなったとされ、阿久里は『幕府祚胤伝』などに側室として記録されている一方で、安の名前はどこにも記録されていない。また、阿久里と安が大奥へ入ったという話は後世の創作という説もあり、成時の死因についても食傷とする説（戸田茂睡『御当代記』）もある。
元禄2年（1689年）9月3日、死去。享年21。

## 登場作品
- テレビドラマ
  - 大奥（関西テレビ、1968年、演：磯野洋子）
  - 大奥（関西テレビ、1983年、演：豊田真子）
  - 元禄繚乱（NHK大河ドラマ、1999年、演：椋木美羽）
  - 大奥〜華の乱〜（フジテレビ、2005年、演：内山理名）